# Thyrinteina arnobia
Thyrinteina arnobia är en fjärilsart som beskrevs av Stoll 1782. Thyrinteina arnobia ingår i släktet Thyrinteina och familjen mätare. Inga underarter finns listade i Catalogue of Life.

## Bildgalleri

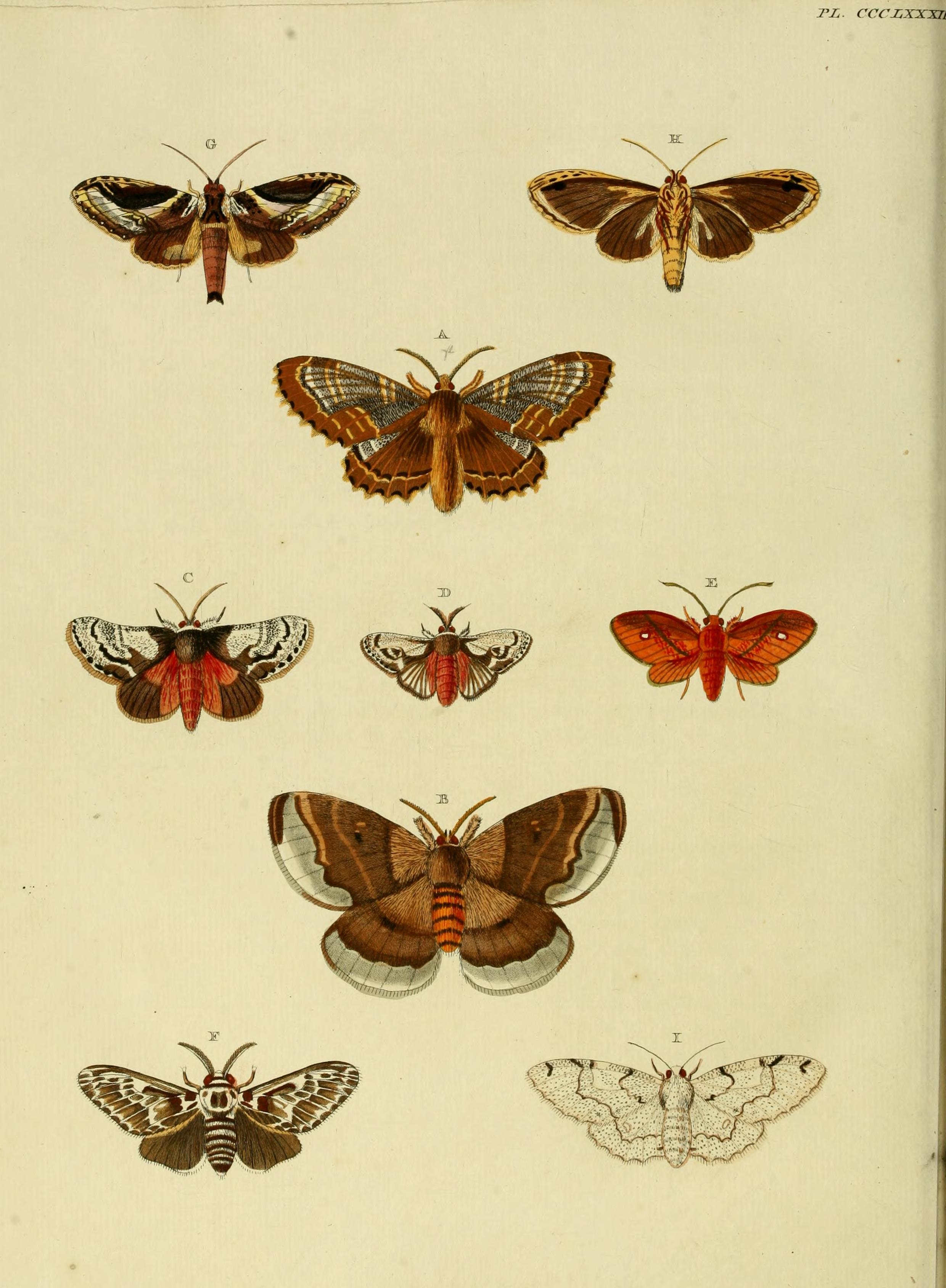